# پرستوی اتیوپی
پرستوی اتیوپی (نام علمی: Hirundo aethiopica) نام یک گونه از سرده پرستوهای نمادین است.